# Nardaran
Nardaran ist eine Siedlung (qəsəbə) auf der Halbinsel Abşeron in Aserbaidschan. Sie gehört zum Stadtbezirk Sabunçu der Hauptstadt Baku. Die Siedlung hat 10.400 Einwohner (Stand: 2021). 2014 betrug die Einwohnerzahl etwa 9.400.
In der Stadt befindet sich die Burg Nardaran aus dem 14. Jahrhundert. 
Die Siedlung ist bekannt für die besonders strenggläubigen Einwohner, was sehr ungewöhnlich und selten unter der säkularisierten Bevölkerung des laizistischen Staates gilt. In den Jahren 2002 und 2006 kam es bei Demonstrationen zu Auseinandersetzungen mit der Polizei.

## Persönlichkeiten
In Nardaran geboren:
- Məhəmməd Əmin Rəsulzadə (1884–1955), Politiker und Gründer der Aserbaidschanischen Demokratischen Republik[4]